# Kragkejsarfoting
Kragkejsarfoting (Xestoiulus laeticollis) är en mångfotingart som först beskrevs av Carl Oscar von Porat 1889.  Kragkejsarfoting ingår i släktet Xestoiulus och familjen kejsardubbelfotingar. Arten är reproducerande i Sverige. Utöver nominatformen finns också underarten X. l. mierzeyewskii.